# Harutaeographa
Harutaeographa är ett släkte av fjärilar. Harutaeographa ingår i familjen nattflyn.
Arter inom släktet i alfabetisk ordning:
Enligt Catalogue of Life:
- Harutaeographa bicolorata
- Harutaeographa bipuncta
- Harutaeographa brahma
- Harutaeographa brumosa
- Harutaeographa caerulea
- Harutaeographa castanea
- Harutaeographa cinnamomea
- Harutaeographa diffusa
- Harutaeographa eriza[2]
- Harutaeographa fasciculata
- Harutaeographa izabella
- Harutaeographa monimalis
- Harutaeographa pallida
- Harutaeographa rubida

## Bildgalleri

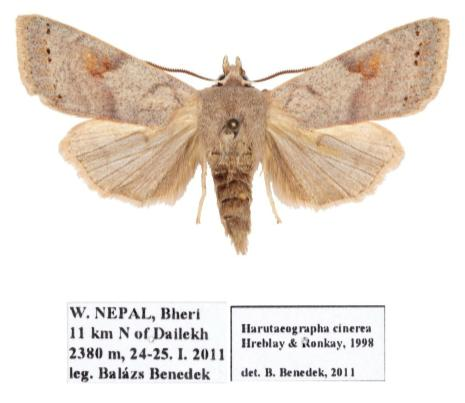
cinerea, hona
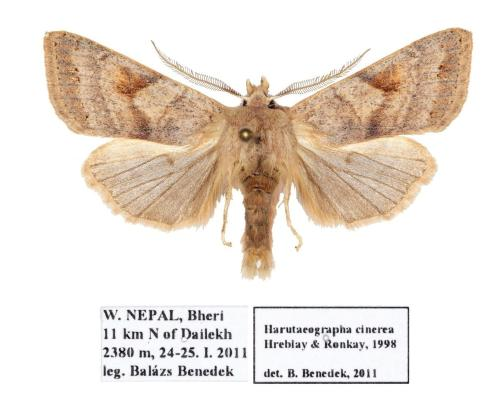
cinerea, hane
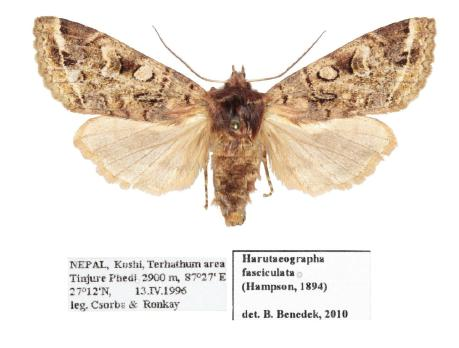
fasciculata, hona
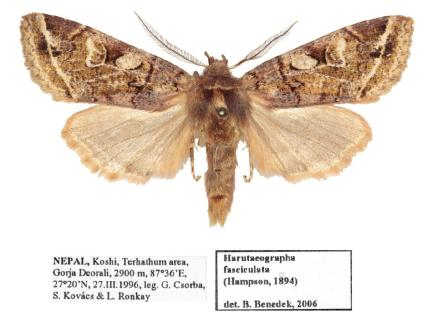
fasciculata, hane
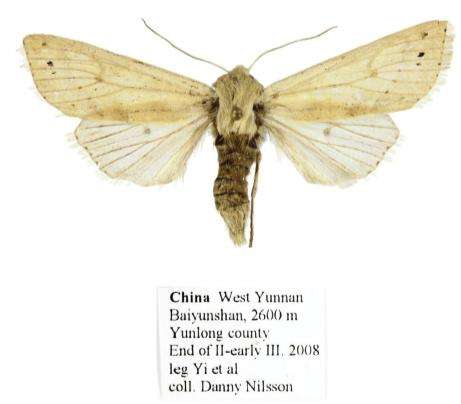
monimalis, hona
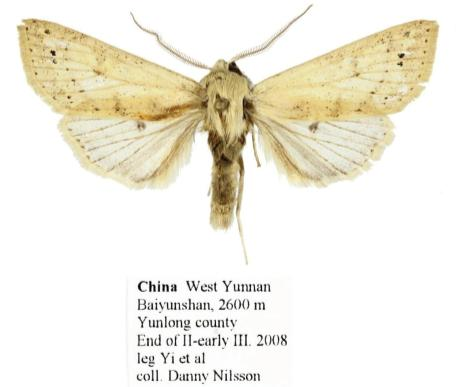
monimalis, hane